# Deutsche Gesellschaft für Geschichte der Pharmazie
Die Deutsche Gesellschaft für Geschichte der Pharmazie (DGGP) ist eine als eingetragener Verein organisierte wissenschaftliche Gesellschaft zur Förderung und Pflege der Pharmaziegeschichte mit Sitz in Berlin. Ein satzungsmäßiges Ziel ist die „Erforschung der Geschichte des Apotheken- und Arzneimittelwesens sowie der pharmazeutischen Wissenschaften“. Die in 18 Regionalgruppen untergliederte DGGP fördert unter anderem Nachwuchsforscher, organisiert Kongresse und ist Herausgeberin wissenschaftlicher Publikationen. Die DGGP ist Mitglied der Internationalen Gesellschaft für Geschichte der Pharmazie (IGGP).

## Geschichte
Die Deutsche Gesellschaft für Geschichte der Pharmazie ging aus der 1926 gegründeten Gesellschaft für Geschichte der Pharmazie hervor, die sich schon 1929 eine internationale Ausrichtung gab. Den Vorsitz hatte um 1937 der Pharmakologe Ludwig Kofler, Redakteur war Fritz Ferchl, Geschäftsführer Walther Zimmermann. Zu ihren Ehrenmitgliedern in den 1930er Jahren gehörten Alexander Tschirch (Bern), der Apothendirektor Rudolf Rapp (München) und der Reichsapothekerführer Albert Schmierer (Berlin). Nach dem Zweiten Weltkrieg und der Neuformation gab die deutsche Landesgruppe als die von Anfang an größte Landesgruppe schon ab 1948 die Zeitschrift Geschichte der Pharmazie heraus, zugleich das Mitteilungsblatt der Internationalen Gesellschaft für Geschichte der Pharmazie e. V., das im Deutschen Apotheker Verlag als Beilage zur Deutschen Apotheker Zeitung erscheint. 1966 gab sie sich die DGGP eine eigenständige Satzung, die 1996 überarbeitet wurde.

## Preisverleihungen
Die Deutsche Gesellschaft für Geschichte der Pharmazie vergibt regelmäßig die Johannes-Valentin-Medaille und die Schelenz-Plakette  für Verdienste um die Förderung der Pharmaziegeschichte.

## Persönlichkeiten
Vorstand
- seit 2023: Susanne Landgraf (Präsidentin), Bernhard Müller (Vizepräsident), Uta Götz (Schriftführerin), Kathrin Bosse-Bringewatt (Schatzmeisterin)

## Schriften (Auswahl)
- Christoph Friedrich, Wolf-Dieter Müller-Jahncke (Hrsg.): Zentren innovativer Pharmazie. Das Beispiel Thüringen. Die Vorträge der Pharmaziehistorischen Biennale in Weimar vom 28. April bis 1. Mai 2006 ( = Veröffentlichungen zur Pharmaziegeschichte, Bd. 6)
- In der Reihe Veröffentlichungen zur Pharmaziegeschichte, zugleich die Reihe International Society for the History of Pharmacy. Die Veröffentlichungen der Internationalen Gesellschaft für Geschichte der Pharmazie, erschienen seit 2001 in der Stuttgarter Wissenschaftlichen Verlagsgesellschaft:[6]
  - 2001, Bd. 1: Julian Paulus, Katja Schmiederer: Die Veröffentlichungen der Internationalen Gesellschaft für Geschichte der Pharmazie. 1927 - 2000. Eine Bibliographie, ISBN 3-8047-1889-2
  - 2002, Bd. 2: Christoph Friedrich, Wolf-Dieter Müller-Jahncke (Hrsg.): Apotheker und Universität. Die Vorträge der Pharmaziehistorischen Biennale in Leipzig vom 12. Mai bis 14. Mai 2000 und der Gedenkveranstaltung „Wiegleb 2000“ zum 200. Todestag von Johann Christian Wiegleb (1732 - 1800) am 15. und 16. März 2000 in Bad Langensalza, ISBN 3-8047-1968-6
  - 2003, Bd. 3: Christoph Friedrich, Wolf-Dieter Müller-Jahncke (Hrsg.), Daniela Schierhorn (Mitarb.): Apotheke und Publikum. Die Vorträge der Pharmaziehistorischen Biennale in Karlsruhe vom 26. bis 28. April 2002, ISBN 3-8047-2052-8
  - 2004, Bd. 4: Klaus Meyer (Hrsg.): Die Schelenz-Stiftung, Teil 4: 1989 - 2003, ISBN 3-8047-2184-2
  - 2005, Bd. 5: Christoph Friedrich, Wolf-Dieter Müller-Jahncke (Hrsg.): Preußen und Pharmazie. Die Vorträge der Pharmaziehistorischen Biennale in Potsdam vom 23. bis 25. April 2004, ISBN 978-3-8047-2308-5 und ISBN 3-8047-2308-X; Inhaltsverzeichnis
  - 2007, Bd. 6: Christoph Friedrich, Wolf-Dieter Müller-Jahncke (Hrsg.) Zentren innovativer Pharmazie. Das Beispiel Thüringen. Die Vorträge der Pharmaziehistorischen Biennale in Weimar vom 28. April bis 1. Mai 2006, ISBN 978-3-8047-2398-6
  - 2009, Bd. 7: Christoph Friedrich, Wolf-Dieter Müller-Jahncke (Hrsg.): Arzneimittelkarrieren. Zur wechselvollen Geschichte ausgewählter Medikamente. Die Vorträge der Pharmaziehistorischen Biennale in Husum vom 25. bis 28. April 2008, ISBN 978-3-8047-2600-0; Inhaltsverzeichnis
  - 2010, Bd. 8: Peter Dilg (Hrsg.): Pharmazie und Chemie in Goethes Leben und Werk. Wissenschaftshistorische Beiträge zu ausgewählten Aspekten, ISBN 978-3-8047-2601-7, Inhaltsverzeichnis und Inhaltsangabe
  - 2011, Bd. 9: Irene R. Lauterbach: Friedrich Witte (1829 - 1893). Apotheker, pharmazeutischer Unternehmer und Reichstagsabgeordneter. Unter Berücksichtigung seiner Tagebücher, ISBN 978-3-8047-2905-6 und ISBN 3-8047-2905-3, Inhaltsverzeichnis und Inhaltstext
  - 2012, Bd. 10: Christoph Friedrich, Wolf-Dieter Müller-Jahncke (Hrsg.): Gifte und Gegengifte in Vergangenheit und Gegenwart. Die Vorträge der Pharmaziehistorischen Biennale in Mülheim an der Ruhr vom 23. – 25. April 2010, ISBN 978-3-8047-3064-9 und ISBN 3-8047-3064-7, Inhaltsverzeichnis
  - 2013, Bd. 11: Christoph Friedrich, Wolf-Dieter Müller-Jahncke (Hrsg.), Ariane Retzar (Mitarb.): Wissenschaftsdifferenzierung in der Pharmazie. Die Vorträge der Pharmaziehistorischen Biennale in Regensburg vom 20. – 22. April 2012, ISBN 978-3-8047-3184-4 und ISBN 3-8047-3184-8, Inhaltsverzeichnis

Schriften der Gesellschaft für Geschichte der Pharmazie (Auswahl)
- Hermann Peters: Aus der Geschichte der Pflanzenwelt in Wort und Bild.
- F. Ferchl: Apotheker-Lehr- und Gehilfenbriefe aus drei Jahrhunderten.
- Josef Anton Häfliger: F. A. Flückiger als Pharmazie-Historiker.
- Ludwig Winkler: Die Winkler’sche Stadtapotheke in Innsbruck.
- Schniderschitsch: Die Geschichte der Pharmazie in Steiermark bis zum Jahre 1850.
- Otto Zekert: Eine altösterreichische Apothekerfamilie (Firbas).
- B. Schumacher: Das Luminare majus (von Joannes Jacobus Manlius de Bosco). Übersetzt und mit Anmerkungen versehen.
- Otto Zekert (Hrsg.): Dispensatorium pro pharmacopoeis Viennensibus in Austria 1570. Hrsg. vom österreichischen Apothekerverein und der Gesellschaft für Geschichte der Pharmazie. Deutscher Apotheker-Verlag Hans Hösel, Berlin 1938.